# Alaoplana sublanceolata
Alaoplana sublanceolata is een platworm (Platyhelminthes). De worm is tweeslachtig. De soort leeft in of nabij zoet water van het Baikalmeer.
Het geslacht Alaoplana, waarin de platworm wordt geplaatst, wordt tot de familie Dendrocoelidae gerekend. De wetenschappelijke naam van de soort werd, als Anocelis sublanceolata, voor het eerst geldig gepubliceerd in 1964 door Livanov & Porfirjeva.

## Synoniem
- Planaria coeca Rubtsov, 1928 non Duges, 1830